# Glock 22
Die Glock 22 ist eine Selbstladepistole des österreichischen Herstellers Glock im Kaliber .40 S&W.
Es gibt die Glock 22 auch – so wie andere Glockmodelle – als Glock 22C (Compensator). Der Kompensator ist integraler Bestandteil der Waffenkonstruktion. Durch die in den Lauf erodierten Kompensatorbohrungen und den Fortsatz dieser Bohrungen durch den Schlitten wird ein Teil der sich bei der Schussabgabe ausdehnenden Gase nach oben abgeleitet, was das Hochschlagen der Waffe als Teil des Rückstoßes vermindert. Der Nachteil der Kompensatorkonstruktionen ist, dass durch das zum Teil nach oben geleitete Mündungsfeuer – besonders bei Dunkelheit – der Schütze geblendet werden kann und somit die Verwendung durch Militär, Polizei etc. nur eingeschränkt möglich ist.